# Anoplagoninae
Die Anoplagoninae sind eine Unterfamilie von Meeresfischen aus der Familie der Panzergroppen (Agonidae), die im nördlichen Pazifik und mit je einer Art auch im nördlichen Polarmeer (Ulcina olrikii) und im westlichen Nordatlantik (Aspidophoroides monopterygius) vorkommt.

## Merkmale
Die Arten der Anoplagoninae werden 8,5 bis 22 cm lang und haben einen langgestreckten Körper. Von den normalerweise zwei Rückenflossen aller Groppenverwandten ist bei den Anoplagoninae nur die hintere vorhanden, die der Afterflosse symmetrisch gegenübersteht. Die Knochenplatten der Fische sind ohne Stacheln und ohne deutlich sichtbares Zentrum. Zwischen den Bauchflossen sind die Knochenplatten auffallend groß. Das Tabulare (ein Schädelknochen) fehlt.

## Gattungen und Arten
Zur Unterfamilie gehören drei Gattungen und fünf Arten:
- Gattung Anoplagonus
  - Anoplagonus inermis Günther, 1860
  - Anoplagonus occidentalis Lindberg, 1950
- Gattung Aspidophoroides
  - Aspidophoroides bartoni Gilbert, 1896
  - Aspidophoroides monopterygius Bloch, 1786
- Gattung Ulcina
  - Ulcina olriki (Lütken, 1877)